# Steffen Haage
Steffen Haage (* 16. August 1965 in Halle (Saale)) ist ein ehemaliger deutscher Wasserspringer. Er nahm im Jahr 1988 für die Deutsche Demokratische Republik (DDR) an den Olympischen Sommerspielen in Seoul teil und startete in seiner aktiven Zeit für den SC Chemie Halle.

## Karriere
Für die DDR nahm er an den Olympischen Sommerspielen 1988 in Seoul teil. Durch einen achten Platz in der Qualifikation durfte er am Finale der Wasserspringer teilnehmen und belegte dort in der Endabrechnung den siebten Platz. Zudem ist er mehrfacher DDR-Meister im Turmspringen im Freien und im Turmspringen in der Halle.

## Erfolge
- DDR-Meister im Turmspringen im Freien: 1985, 1986, 1988
- DDR-Meister im Turmspringen in der Halle: 1986, 1987, 1988